# Budava
Budava este o arie protejată (sit de importanță comunitară — SCI) din Croația întinsă pe o suprafață de 74,69 ha, integral pe uscat.

## Localizare
Centrul sitului Budava este situat la coordonatele 44°54′55″N 13°58′48″E / 44.915163°N 13.979884°E.

## Înființare
Situl Budava a fost declarat sit de importanță comunitară în iulie 2013 pentru a proteja 1 specie de animale.

## Biodiversitate
Situată în ecoregiunea mediteraneană, aria protejată nu include niciun habitat protejat.
La baza desemnării sitului se află o specie protejată de  nevertebrate: Vertigo moulinsiana.